# Wisshorn
Das Wisshorn ist ein 2936 m ü. M. hoher Berg im Kanton Wallis. Der Gipfel des Wisshorns liegt knapp 2 km nordwestlich von Zermatt.
Das bis zum Gipfel weitgehend mit Gras bewachsene Wisshorn bietet eine umfassende Sicht auf etwa zwanzig Viertausender der Walliser Alpen, darunter Dom, Täschhorn, Allalinhorn, Alphubel, Rimpfischhorn, Strahlhorn, Monte Rosa, Breithorn, Matterhorn, Ober Gabelhorn, Zinalrothorn und Weisshorn.

## Aufstieg
Der Gipfel kann über zwei Varianten markierter Bergpfade, die sich südwestlich des Gipfels auf dem Gipfelgrad in einer Höhe von 2826 m ü. M. treffen, ohne Schwierigkeit erreicht werden.
Der Direktanstieg von Zermatt beginnt am Bahnhof und führt über die Bergflanke des Wisshorns über Schweifinen, Chüeberg und weiter an Lawinenverbauungen vorbei bis zum Gipfelgrad.
Der zweite Anstiegsweg führt vom Ortszentrum über den Triftweg durch das Trifttal zunächst bis zum Berggasthaus Trift. Von dort folgt der Weg vorerst noch weitere 100 Höhenmeter dem Weg zur Rothornhütte, folgt dann in nordöstlicher Richtung dem Aufstiegsweg zum Platthorn, um schliesslich in etwa 2700 m ü. M. Höhe auch von diesem Weg abzuzweigen.
Der Aufstieg dauert von Zermatt ungefähr dreieinhalb Stunden. Eine Verkürzung mit Aufstiegshilfen ist nicht möglich.